# Jake Heggie
Jake Heggie, född 31 mars 1961 i West Palm Beach i Florida, är en amerikansk kompositör och pianist.

## Fotnoter
1. 1 2  SNAC, SNAC Ark-ID: w62n56pb, läs online, läst: 25 augusti 2018.[källa från Wikidata]
2. 1 2 3  Library of Congress Authorities, USA:s kongressbibliotek, id-nummer i USA:s kongressbiblioteks katalog: no97016948, läst: 25 augusti 2018.[källa från Wikidata]
3. 1 2  Musicbrainz, MetaBrainz Foundation, MusicBrainz artist-ID: f8cfd781-eb77-4e00-bfce-c721a5ed85b7, läst: 25 augusti 2018.[källa från Wikidata]
4. ↑  Gemeinsame Normdatei, Deutsche Nationalbibliotheks katalog-id-nummer: 1352646267749153-1, läst: 25 augusti 2018.[källa från Wikidata]
5. ↑  Discogs, Discogs artist-ID: 4649143, läst: 25 augusti 2018.[källa från Wikidata]
6. ↑  Guggenheim Fellows-databasen, Guggenheim fellow-ID: jake-heggie.[källa från Wikidata]